# مهدي علي
مهدي علي حسن رضا (مواليد 20 أبريل 1965) هو مدرب كرة قدم إماراتي وقام بتدريب منتخب الإمارات لكرة القدم
هو لاعب كرة قدم إماراتي متقاعد ومدير رياضي. وهو حاليا مدرب شباب الاهلي.
قاد المنتخب الإماراتي الأولمبي في التصفيات المؤهلة لدورة الألعاب الأولمبية الصيفية 2012 في لندن وكان أول ظهور للمنتخب . في 15 أغسطس 2012 ، تم تعيينه في منتخب إماراتي. وقاد البلاد إلى لقبها الثاني في كأس الخليج 2013. كما قاد الإمارات إلى المركز الثالث في كأس آسيا 2015.
.

## تدريبه لمنتخب الإمارات
قاد منتخب الإمارات للفوز في كأس الخليج 2013 في البحرين حيث أصبح الإمارات بطل خليجي 21 في البحرين.

## تجديد عقده
أعلن الاتحاد الإماراتي لكرة القدم بأنه تم تجديد عقد مهدي علي حتى عام 2018
استقالته من تدريب المنتخب استقال مهدي علي من تدريب المنتخب بعد الخسارة من أستراليا 0/2 يوم 2017/3/28
== مراجع

## روابط خارجية
- مهدي علي على موقع قاعدة بيانات كرة القدم.إي يو (الإنجليزية)
- مهدي علي على موقع ناشيونال فوتبول تيمز (الإنجليزية)
- مهدي علي على موقع عالم كرة القدم.نت (الإنجليزية)
- مهدي علي على موقع كووورة
- مهدي علي على موقع أوليمبيديا (الإنجليزية)